# Monongalia County
Monongalia County ist ein County im Bundesstaat West Virginia der Vereinigten Staaten. Im Jahr 2020 hatte das County 105.822 Einwohner und eine Bevölkerungsdichte von 113,1 Einwohnern pro Quadratkilometer. Der Verwaltungssitz (County Seat) ist Morgantown.
In Minnesota gab es von 1861 bis 1870 ein County gleichen Namens, das mit Kandiyohi County vereinigt wurde.

## Geographie
Das County liegt im Norden von West Virginia, grenzt an Pennsylvania und hat eine Fläche von 948 Quadratkilometern, wovon zwölf Quadratkilometer Wasserfläche sind. Es grenzt im Uhrzeigersinn an folgende Countys: Greene County (Pennsylvania), Fayette County (Pennsylvania), Preston County, Taylor County, Marion County und Wetzel County.

## Geschichte
Monongalia County wurde am 7. Oktober 1776 aus dem Distrikt West Augusta gebildet. Benannt wurde es nach dem in dieser Gegend fließenden Monongalia River.

## Demografische Daten

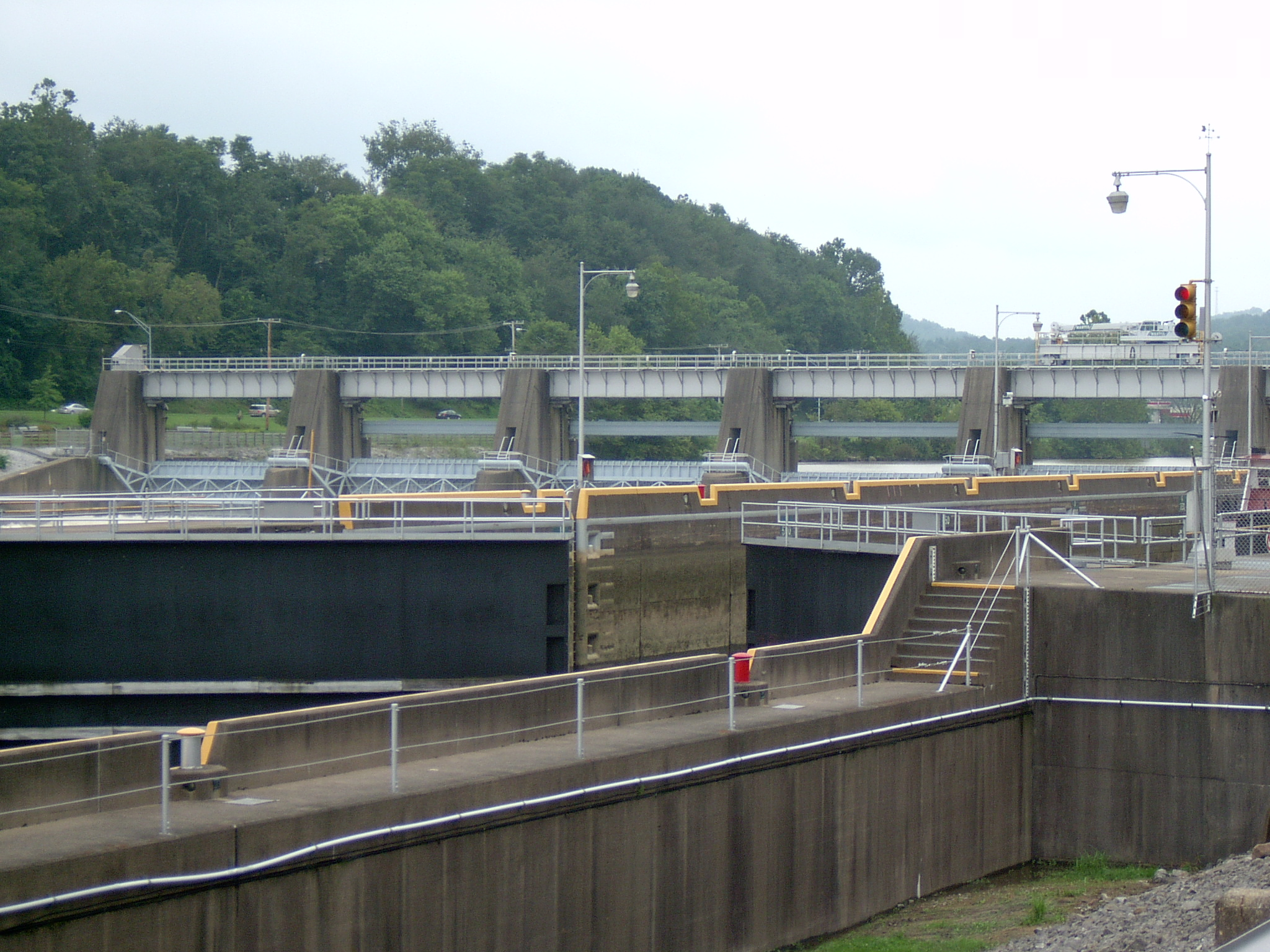
Morgantown Schiffshebewerk und Damm am Monongahela River

Alterspyramide des Monongalia County

Nach der Volkszählung im Jahr 2000 lebten im Monongalia County 81.866 Menschen. Davon wohnten 5.688 Personen in Sammelunterkünften, die anderen Einwohner lebten in 33.446 Haushalten und 18.495 Familien. Die Bevölkerungsdichte betrug 88 Einwohner pro Quadratkilometer. Ethnisch betrachtet setzte sich die Bevölkerung zusammen aus 92,22 Prozent Weißen, 3,38 Prozent Afroamerikanern, 0,20 Prozent amerikanischen Ureinwohnern, 2,45 Prozent Asiaten, 0,04 Prozent Bewohnern aus dem pazifischen Inselraum und 0,32 Prozent aus anderen ethnischen Gruppen; 1,39 Prozent stammten von zwei oder mehr ethnischen Gruppen ab. 1,01 Prozent der Bevölkerung waren spanischer oder lateinamerikanischer Abstammung.
Von den 33.446 Haushalten hatten 24,2 Prozent Kinder und Jugendliche unter 18 Jahre, die bei ihnen lebten. 43,8 Prozent waren verheiratete, zusammenlebende Paare, 8,3 Prozent waren allein erziehende Mütter, 44,7 Prozent waren keine Familien, 31,3 Prozent waren Singlehaushalte und in 8,4 Prozent lebten Menschen im Alter von 65 Jahren oder darüber. Die Durchschnittshaushaltsgröße betrug 2,28 und die durchschnittliche Familiengröße lag bei 2,91 Personen.
Auf das gesamte County bezogen setzte sich die Bevölkerung zusammen aus 18,2 Prozent Einwohnern unter 18 Jahren, 23,4 Prozent zwischen 18 und 24 Jahren, 27,7 Prozent zwischen 25 und 44 Jahren, 20,0 Prozent zwischen 45 und 64 Jahren und 10,7 Prozent waren 65 Jahre alt oder darüber. Das Durchschnittsalter betrug 30 Jahre. Auf 100 weibliche Personen kamen 101,8 männliche Personen. Auf 100 Frauen im Alter von 18 Jahren oder darüber kamen statistisch 101,2 Männer.

Das jährliche Durchschnittseinkommen eines Haushalts betrug 28.625 USD, das Durchschnittseinkommen der Familien betrug 43.628 USD. Männer hatten ein Durchschnittseinkommen von 33.113 USD, Frauen 23.828 USD. Das Prokopfeinkommen betrug 17.106 USD. 11,3 Prozent der Familien und 22,8 Prozent der Bevölkerung lebten unterhalb der Armutsgrenze. Darunter waren 17,9 Prozent der Kinder und Jugendlichen unter 18 Jahren und 8,0 Prozent der Menschen im Alter ab 65 Jahren.